# The Darkness II
The Darkness II — це відеогра у жанрі шутер від першої особи, яку розробила Digital Extremes та видала 2K. Гра є сиквелом The Darkness (2007) базується на серії коміксів, яку видала Top Cow Productions. Гравець бере на себе роль Джекі Естакадо, мафіозного вбивці, який володіє таємничою силою під назвою «Темрява», що наділяє його надприродними здібностями та парою демонічних рук. У грі присутні елементи, що зустрічаються в рольовій грі такі як: дерево навичок, досвід і кооперативний режим на 4 людей. Гравець повинен врятувати душу померлої подруги Джекі, яка потрапила в пастку Темряви у Пеклі, і протистояти Братству, групі озброєних сектантів, які намагаються відібрати у Джекі душу Темряви.
Digital Extremes замінили розробника першої гри Starbreeze Studios, хоча Пол Дженкінс повернувся, щоби написати сценарій для сиквелу. У той час як основна оповідь була задумана як особиста подорож Джекі, розробники описали кооперативний багатоосібний режим як «темну комедію». Співак Майк Паттон повернувся як голос Темряви та Браян Блум озвучив Джекі Естакадо, замінивши Кірка Асеведо. Художники-розробники вручну намалювали більшість об'єктів гри, щоб створити візуальний стиль, натхненний коміксами.
The Darkness II було випущено на Windows, PlayStation 3, та Xbox 360 у лютому 2012. Після релізу гра отримала позитивні відгуки, критики високо оцінили геймплей, сюжет, темп і художній стиль. Критика стосувалася короткої тривалості гри, технічних проблем та відсутності можливості повторного проходження. Гра дебютувала як третя найбільш продавана гра в перший тиждень після релізу у Великій Британії.

## Ігровий процес
Джекі може використовувати різні види вогнепальної зброї, такі як пістолети-кулемети, рушниці та штурмові гвинтівки, а також має можливість подвійного володіння деякими з цих видів зброї. Крім того, він озброєний парою демонічних рук, які нагадують щупальця і можуть використовуватися для того, щоб рубати ворогів або підбирати різні предмети в середовищі (паркомати, автомобільні двері тощо), щоб використовувати їх як метальну зброю або щити. Демонічні руки можуть виривати серце полеглих ворогів і пожирати їх для відновлення здоров'я, підхоплювати ворогів для страти або кидати їх. Гравцем керує Темним (Darkling), гобліноподібна істота, яка допомагає у бою і збирає зброю та боєприпаси. У деяких моментах гравець може безпосередньо керувати Темним, дозволяючи йому протискатися в тісні місця, куди Джекі не може увійти, і розстрілювати ворогів ззаду. Під впливом світла у Джекі вимикається відновлення здоров'я і здатності Темряви. Крім того, його зір затуманюється, і він відчуває дзвін на світлі. Гравець може вивести з ладу ці джерела, вистріливши в них, що призведе до їхньої несправності.
У грі використані елементи, які можна побачити у рольовій грі. Вбиваючи ворогів, пожираючи серця і здійснюючи страти, гравець заробляє Есенцію, яку можна використати для придбання поліпшень у різних святилищах талантів. Збираючи реліквії, які служать колекційними предметами, заробляють невелику кількість Есенції. Дерево навичок розділене на чотири основні аспекти: Вбивця, Страта, Сили Темряви та Демонічні руки. Аспект «Вбивця» складається з пасивних поліпшень, які покращують час перезарядки зброї та збільшують місткість магазина. Дерево «Страта» дозволяє отримати більше переваг, наприклад, більше здоров'я, боєприпасів або щита. «Сили Темряви» та «Демонічні руки» надають гравцям доступ до активних здібностей, деякі з яких мають короткий час перезаряджання після використання. Ці здібності включають «Передача зброї», здатність, яка дає гравцеві необмежену кількість боєприпасів і підвищену шкоду на короткий час; «Рій», який відволікає ворогів; і «Чорна діра», яка викликає атаку з великою зоною ураження, що засмоктує ворогів у вир.
У грі представлена кооперативна багатоосібна кампанія під назвою «Вендета» яка проходить паралельно з основною кампанією і дозволяє грати разом до чотирьох гравців. Історія розповідає про чотирьох найманих вбивць, які працюють на Джекі, намагаючись завадити Братству отримати Спис Долі. Кожен персонаж має різні сили Темряви і озброєний унікальною спеціальною зброєю. Наприклад, Інуґамі — персонаж, який використовує самурайський меч, наповнений Темрявою, в той час як Шьошанна використовує мушкетон, який може стріляти без куль. Хоча в цей режим можна грати поодинці, досвід буде значно складнішим. Існує аркадний режим під назвою «Список цілей», який дозволяє гравцям перегравати певні місії «Вендета» і проходити випробування.

## Сюжет
Джекі Естакадо (Brian Bloom) став головою сім'ї Франкетті і навчився приборкувати Темряву (Mike Patton), давня демонічна сила в його родоводі. Джекі переслідує спогад про його вбиту подругу Дженні Романо (Stephanie Frame). Джекі та його команда зазнають нападу в ресторані від конкуруючої банди. Поранений, Джекі відновлює свої сили за допомогою Темряви. З допомогою Темного (Peter Newman), гобліноподібної істоти, Джекі переслідує нападників у метро. З'являється видіння про Дженні, а потім Джекі потрапляє під потяг. Прокинувшись, Джекі виявляє, що опинився у психіатричній лікарні, де різні члени його команди є пацієнтами та персоналом. Серед них — відчужений окультист Джонні Павелл, який просить Джекі знайти його.
Прокинувшись разом зі своїми людьми, Джекі планує контратаку. Джиммі Виноградинка (Frank Ashmore), дає зачіпку, яка вказує на Свіфті, кримінального авторитета. Свіфті підкорений; він пояснює, що тіньова група з борделю «Сірка» заплатила йому за замовлення вбивства Джекі. Темрява вбиває Свіфті, щоб змусити його замовкнути. Вінні (Rick Pasqualone) звертається до свого контакту в «Сірці», щоби той допоміг їм. У клубі Джекі стикається з озброєними культистами Братства, таємного товариства, які замовили вбивство і хочуть використати Темряву для себе. Вони влаштовують засідку зі сліпучим світлом, що пригнічує темряву, і Джекі виводять з ладу. Прокинувшись, він бачить себе розіп'ятим, а пристрій (Сифон) висмоктує його темну силу. Його зустрічає Віктор (William Salyers), який пропонує забрати у нього Темряву в обмін на життя його родини. Відмовившись, він втрачає свідомість і опиняється в Пеклі, де Темрява утримує душу Дженні.
Джекі виривається на волю, але Віктор погрожує вбити тітку Джекі Сару (Bridger Fox). Коли клуб горить, Темрява пропонує душу Дженні в обмін на Сифон. Джекі та його люди повертають пентхаус, але Джекі отримує поранення від Бреґґа, бойовика Братства, який вбиває Сару. Джекі приходить до тями у психіатричній лікарні, де Дженні та його команда є персоналом і пацієнтами. Вони кажуть йому, що його історії про мафію — маячня. Під час похорону Сари Братство здійснює новий напад. Джекі підкорює Бреґґа, який каже, що Віктор базується в покинутому парку розваг. Віктор замикає Джекі в залізній діві; він втрачає свідомість. Знову прокидається в палаті, але прибиральник (його Темний) пояснює, що божевільня — це пастка, щоби тримати його подалі від Дженні.
Віктор висмоктує Темряву з Джекі. Темний допомагає Джекі втекти і повернути собі невелику частину Темряви. Джекі переслідує Віктора через особняк, що колись належав Карло Естакадо, батькові Джекі. Від Віктора Джекі дізнається, що Карло пообіцяв Темряву Братству, щоби Джекі був вільним. Джекі вбиває Віктора і пронизує себе Сифоном, повертаючи собі Темряву і вбиваючи себе, щоб врятувати Дженні з Пекла. Джекі знову прокидається у психіатричній лікарні, де персонал пропонує відвести його до Дженні. Темний приносить себе в жертву, щоб допомогти Джекі втекти. Джекі стикається з Віктором, Дженні та санітаром, які намагаються переконати Джекі, що його життя як боса мафії — це омана.
На даху гравцеві надається вибір: залишитися з Дженні у палаті або відмовитися від притулку і спробувати дістатися до Пекла. Якщо гравець вирішує залишитися, Дженні і Джекі танцюють повільний танець, і гра закінчується. В іншому випадку Джекі стрибає з даху і падає в Пекло. Темрява посилає демонів, щоб зупинити Джекі, але Джекі звільняє Дженні від пут, і пара обіймається. У сцені після титрів з'ясовується, що Дженні стала новим носієм Ангелус, яка бачила руйнування, спричинені Джекі та Темрявою. Джекі занадто сильний і повинен залишатися в пастці у Пеклі; залишаючи його кричати, коли екран згасає.

## Розробка

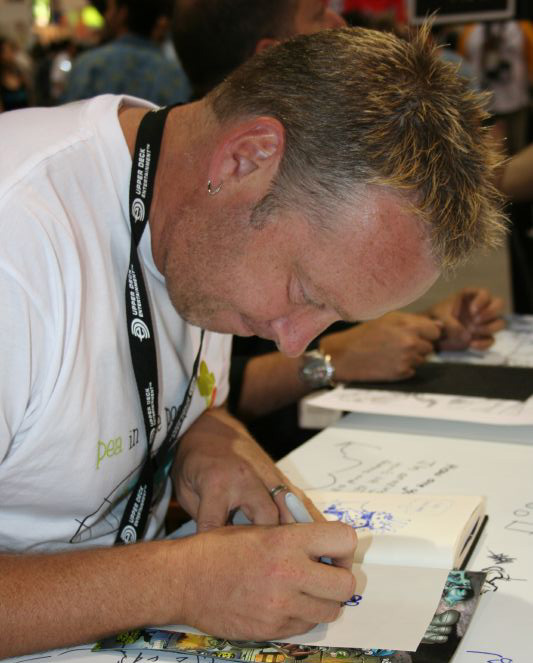
Пол Дженкінс повернувся для написання історії гри.

Видавець 2K Games звернувся до канадського розробника Digital Extremes для розробки The Darkness II, замінивши Starbreeze Studios яка працювала над першою грою. Digital Extremes працювали над грою три роки. Пол Дженкінс повертається як сценарист гри. За словами генерального директора Starbreeze Мікаеля Нермарка, компанія не отримала можливості працювати над сиквелом і вже була зайнята роботою над Syndicate, коли анонсували The Darkness II.
За словами режисера Шелдона Картера, Digital Extremes погодилися взяти на себе відповідальність за розробку, оскільки команда хотіла створити шутер з великим акцентом на сюжеті. Дженкінс і команда Digital Extremes тісно співпрацювали, причому команда вносила корективи в сценарій Дженкінса відповідно до ігрового процесу. Картер назвав оповідання «історією кохання», яка, на його думку, «врівноважувала адреналін екшена»., тоді як у першій частині триактного сюжету гри йшлося про «виживання» після того, як на Джекі напав ворожий натовп. Команда провела багато часу, працюючи над тоном Джекі. Картер порівняла Джекі з Тоні Сопрано, «крутим» персонажем, якому доводиться стикатися з великою кількістю внутрішніх труднощів. Команда сподівалася, що ця історія змусить гравців співчувати Джекі. За словами дизайнера Тома Ґалта, хоча зовні Джекі був босом мафії, «в глибині душі він людина і добродушний хлопець». Зважаючи на те, що в грі основна увага приділяється розповіді, Темний був наділений особистістю і відігравав величезну роль у сюжеті. Гра не переходить на вигляд від третьої особи, тож навіть у кінематографі гравці можуть мати обмежений контроль над ситуацією. Хоча гра має сильний наративний фокус, всі кадри та кінематографічні ефекти можна пропустити для гравців, які хочуть лише насолоджуватися ігровим процесом. Одним з найбільших побажань гравців першої гри було повернення Майка Паттона для озвучення Темряви. Нолан Норт був дублером Джекі під час попереднього виробництва гри, перш ніж Браян Блум був обраний для озвучення персонажа.
Комікс The Darkness став великим джерелом натхнення для команди. Команда прочитала комікс і вирішила взяти на озброєння художній стиль «графічного нуару» під впливом коміксів, оскільки вони вважали, що використання в коміксі висококонтрастних кольорів сприяло його успіху. Команда використовувала деякі напрацювання, створені Starbreeze, як зразок, і створювали нові, використовуючи власний рушій Evolution Engine, на якому була створена попередня гра студії — Dark Sector (2008). Художники-розробники намалювали вручну більшість об'єктів гри, хоча ця ідея спочатку зустріла опір у художній команді через величезну кількість роботи, яку створив би такий підхід.
Команда вирішила зробити гру більш орієнтованою на екшн, намагаючись відрізнити себе від попередника. Була доопрацьована механіка стрільби, а також була введена концепція «квадро-володіння», яка дозволяє гравцям вступати в бій, використовуючи як Демонічні руки, так і подвійну зброю. Картер пояснив, що вони розглядали Демонічні руки як можливість зробити бій «тіснішим і особистішим». Команда змінила здібності гри, щоби доповнити їх, наприклад, перетворивши здатність «Чорна діра» на випадкове падіння з ворогів. Механіка з чотирма зброями урізноманітнила бойові дії, дозволивши гравцям підійти до одного і того ж сценарію з різними бойовими стилями, а також заохочуючи гравців експериментувати з різними тактиками. Ігровий процес був розроблений як жорстокий, а деякі анімації страт були вилучені як недостатньо «екстравагантні». Щоб гра не була надто легкою, команда вимкнула сили Джекі, коли він потрапляє на світло, і створила різні типи ворогів, які кидають гравцеві різні виклики.
Кооперативний режим гри «Вендета» має історію, яка йде паралельно з основним сюжетом гри. Команда задумала «Вендетту» як чорну комедію з неординарними персонажами. Вона тонально дуже відрізняється від основної гри, і команда сподівалася, що гравці будуть використовувати режим «Вендета», щоб «випустити пар» після того, як переживуть історію Джекі в основній оповіді. Команда використовувала цей режим, щоб дослідити інших персонажів та елементи всесвіту, і Дженкінс написав понад 10 сторінок передісторії для кожного з чотирьох ігрових персонажів.
2K представила гру у травні 2011 року. Спочатку реліз гри був запланований на жовтень того ж року, але був відкладений до лютого 2012 року. Гравці, які оформили попереднє замовлення на гру, отримували обмежене видання, яке містило ігрові бонуси, ілюстрації, намальовані Марком Сильвестрі, а також цифрове завантаження The Darkness Origins Volume 1 і Volume 2. 2K забезпечили масштабний маркетинг гри, запустивши чотиритижневу промо-програму на радіо Kerrang Radio, уклавши партнерство з Forbidden Planet для вітринних виставок та промо-акцій у магазинах, а також розмістивши телевізійну рекламу на обох платформах SyFy and Horror Channel. Демоверсія гри була випущена в січні 2012 року на Steam, Xbox Live Arcade та PlayStation Network.

## Критика
| Агрегатор  | Оцінка                                 |
| ---------- | -------------------------------------- |
| Metacritic | (PC) 77/100 (PS3) 79/100 (X360) 80/100 |

| Видання         | Оцінка |
| --------------- | ------ |
| Destructoid     | 7.5/10 |
| Eurogamer       | 7/10   |
| Game Informer   | 7/10   |
| Game Revolution | [ 44 ] |
| GameSpot        | 7/10   |
| GamesRadar+     | [ 46 ] |
| IGN             | 8/10   |
| Joystiq         | [ 48 ] |
| PC Gamer (США)  | 80/100 |

Гра отримала загалом позитивні відгуки від критиків після релізу, згідно з агрегатором рецензій Metacritic. Вона стала третьою найбільш продаваною роздрібною грою за тиждень після релізу у Великій Британії, випередивши Kingdoms of Amalur: Reckoning та Final Fantasy XIII-2.
Історія отримала схвальні відгуки від гравців. Мікель Репараз з GamesRadar охарактеризував сюжет як «частково мафіозну драму, частково сюрреалістичну комедію і частково надприродний роман про помсту», хоча йому і не сподобалася розв'язка, яка несподівано закінчилася. Хоча гра зосереджена на стосунках між Джекі та Дженні, Репараз зазначив, що другорядні персонажі були «милими», і зауважив, що вони були добре написані та зіграні. Він заявив, що йому сподобалося поєднання перестрілок з Демонічними руками, яке, на його думку, перетворило Джекі на «нестримну динамо-машину жаху». Йому також сподобалися анімації страт, які він назвав «жорстокими» і такими, що «ніколи не набридають», хоча, на його думку, перестрілки наприкінці гри стали повторюваними. Ентоні Ґаллеґос з IGN відчув, що історія не була такою ж цікавою, як у першій грі, і зазначив, що в ній повторно використано деякі сюжетні прийоми попередників, але зауважив, що деякі сцени з Дженні були «зворушливими», що зробило історію більш «особистою» для гравця. Він також прокоментував, що зосередженість гри на історії дозволила грі мати кращий темп. Річ МакКормік з PC Gamer похвалила історію за те, що вона «залучає», і що назва «грає з концепціями ненадійної оповіді так, як це можливо лише в іграх». Конрад Циммерман з Destructoid вважає, що оповідь була досить посередньою, але сюжет гри був «реалізований напрочуд добре». Ендрю Райнер з Game Informer зауважив, що на відміну від оригінальної гри, ця частина більше схожа на стрімкий шутер, ніж на надприродний трилер, і він відчув, що історія та персонажі були гіршими, якщо порівнювати з першою грою. Кевін ВанОрд з GameSpot високо оцінив розвиток персонажів і темп гри. Він описав історію як «незвичайну» і «моторошну», і додав, що наратив гри є найкращим, коли він «грає з вашими очікуваннями і змушує вас замислитися».
Ігровий процес отримав позитивний відгук від критиків. Даніель Бішофф з Game Revolution назвав стрільбу «адаптивною», а Демонічні руки «цікавими в управлінні». Йому особливо сподобалася різноманітність боїв і типів ворогів, які ставлять гравців у різні бойові сценарії, але він був розчарований тривалістю гри, яка тривала лише сім годин. Циммерман погодився, що гра була короткою, але сказав, що гра була веселою протягом усього часу. Ден Вайтгед з Eurogamer також похвалив Демонічні руки й додав, що вони допомогли «відкрити бойові можливості, з якими інші шутери не можуть сподіватися конкурувати». Він також похвалив розробників за те, що вони зробили бій швидшим і вдосконалили геймплей оригіналу. Ґаллеґос похвалив битву за те, що вона «значно перевершила» першу гру, і сказав, що всемогутній характер Джекі зробив гру більш захопливою, оскільки гравці могли зосередитися на цікавих способах вбивати ворогів. Йому також сподобалися дерева навичок, які, на його думку, пожвавили бій у пізніх частинах гри. МакКормік зазначив, що управління грою не було надто складним для гравців, попри необхідність керувати кількома кінцівками одночасно. Він був розчарований фінальними рівнями, які, на його думку, були «важкими» для проходження. Райнер похвалив гру за те, що вона давала гравцям змогу відчути себе сильними, але він вважав, що гра повторюється через брак бойового розмаїття, і зауважив, що бій «покладається на рефлекси більше, ніж на стратегію». Більшість рецензентів вважали, що кооперативний багатоосібний режим був цікавим і що він надавав додатковий геймплей для короткої гри, хоча і Бен Ґілберт з Joystiq, і Циммерман вважають, що бій не такий захопливий, як в основній грі, оскільки персонажі в режимі «Вендета» не мають Демонічних рук. Вайтгед зазначив, що режим був «елементарним до грубості», хоча, на його думку, вторинна історія була «приємною».
Презентація гри отримала змішані відгуки. Ґілберт похвалив художнє оформлення, назвавши його «чудовим» і «що вражає». Циммерману сподобалася графіка з сірими відтінками, яка, на його думку, «нагадувала комікси, з яких походять ці ігри», і зробила гру «напрочуд легкою для занурення». Райнер, однак, вважав, що новий художній стиль не передає моторошного відчуття оригінальної гри. Ґаллеґос зазначив, що рецензована копія страждала від програмних помилок, зламаної анімації, збоїв і проблем із частотою кадрів, а також відчув, що гра була затьмарена проблемами з поліруванням.